# Hamburger Verständlichkeitskonzept
Das Hamburger Verständlichkeitskonzept wurde Anfang der 1970er Jahre an der Universität Hamburg von den Psychologen Reinhard Tausch, Inghard Langer und Friedemann Schulz von Thun entwickelt. Danach hängt die Verständlichkeit eines Sachtexts von vier Textmerkmalen ab: Einfachheit, Gliederung/Ordnung, Kürze/Prägnanz und zusätzliche Anregungen. Die Autoren führten mehrere empirische Untersuchungen durch, um diese Behauptung zu untermauern. Bei Sprachberatern ist das Konzept seit den 1980er Jahren im deutschsprachigen Raum zu so etwas wie einem Standard geworden. Kognitionswissenschaftler und Linguisten äußern jedoch erhebliche Vorbehalte. Das zugrundeliegende Buch Sich verständlich ausdrücken ist 2015 in 10. Auflage erschienen.

## Beschreibung
Das Konzept geht von folgender Vorstellung aus: Wenn Leser einen Text nicht verstehen, liegt es weniger daran, dass die beschriebenen Sachverhalte zu kompliziert sind. Schuld ist vielmehr die Art der Formulierung. Hätte der Autor anders formuliert, hätte der Leser ihn besser verstanden. Dargestellt wird, wie vier Textmerkmale das Ausmaß der Verständlichkeit bestimmen (im Folgenden „Verständlichkeitsmodell“ genannt), ferner werden ein Training in verständlichem Schreiben, förderliche persönliche Einstellungen des Schreibenden und die wissenschaftlichen Studien, auf denen das Konzept beruht, vorgestellt.

### Die vier Merkmale der Verständlichkeit
Leicht und schwer verständliche Texte unterscheiden sich in einer Fülle von Einzelmerkmalen. Das Hamburger Modell fasst sie in vier Gruppen zusammen. Sie werden „Merkmale der Verständlichkeit“ genannt. Sie heißen Einfachheit, Gliederung/Ordnung, Kürze/Prägnanz und anregende Zusätze.
Einfachheit
Einfachheit bedeutet: Der Autor benutzt geläufige Wörter, die  jeder Leser kennt, vorzugsweise konkrete, anschauliche, „lebendige“ Wörter. Falls sich ungewöhnliche Ausdrücke nicht vermeiden lassen, werden sie erklärt. Die Sätze sind kurz. Nebensätze stehen vor oder nach Hauptsätzen, nicht mittendrin.
Gliederung/Ordnung
Am Anfang stellt der Autor klar, worum es geht. Er bringt die einzelnen Gesichtspunkte in eine sinnvolle Reihenfolge und verdeutlicht, wie die Sätze sich aufeinander beziehen. Diese innere Ordnung des Textes spiegelt sich in der äußeren Gliederung wider – durch Absätze, Zwischenüberschriften, Hervorhebungen, Zusammenfassungen.
Kürze/Prägnanz
Bei extremer Kürze/Prägnanz ist jedes Wort notwendig. Das Gegenteil ist Weitschweifigkeit. Für die Verständlichkeit am besten: kurz, aber nicht extrem kurz. Ein wenig Redundanz, also dasselbe noch einmal anders gesagt, ist willkommen.
Anregende Zusätze
Der Autor verwendet kleine Zutaten, die den Sachverhalt lebendig werden lassen, die Lust am Lesen fördern, den Leser bei der Stange halten – auch wenn der Inhalt vielleicht gar nicht so spannend ist.  Aber das geschieht sparsam, damit sich das Wesentliche nicht im Beiwerk verliert.
Diese Beschreibungen werden durch zahlreiche kommentierte Beispieltexte verdeutlicht, die einen großen Teil des Buches Sich verständlich ausdrücken ausmachen. Die Autoren sind der Auffassung, dass man erst durch diese Beispiele ein Gespür dafür bekommt, was die vier Merkmale wirklich bedeuten. Nicht nur die Beschreibung, sondern vor allem die Erfahrung von Einfachheit, Gliederung/Ordnung usw. soll den Leser verstehen lassen, was damit gemeint ist.

### Beurteilung der Verständlichkeitsmerkmale
Zwischen „extrem leicht verständlich“ und „völlig unverständlich“ gibt es Abstufungen. Im Hamburger Verständlichkeitsmodell wird jedes Merkmal der Verständlichkeit auf einer Skala von +2 bis −2 beurteilt.  +2 bedeutet: Der Text ist in sehr starkem Maße durch das Merkmal gekennzeichnet. Er ist zum Beispiel sehr einfach. −2 bedeutet das extreme Gegenteil, der Text ist sehr kompliziert. +1, 0 und −1 sind Zwischenstufen.
Für die Verständlichkeit sind nicht alle Merkmale gleich wichtig. Am wichtigsten: Einfachheit und Gliederung/Ordnung. Das Optimum liegt bei +2. Bei Kürze/Prägnanz sind beide Extreme  verständnishemmend, das Optimum liegt mehr in der Mitte, etwa zwischen +1 und 0. Am wenigsten wichtig sind anregende Zusätze. Sie können sogar schaden, wenn sie zu Lasten von Kürze/Prägnanz gehen oder bei schwacher Gliederung/Ordnung das Durcheinander noch erhöhen. Das Optimum liegt meist zwischen +1 und 0.

### Training
Im Buch zum Hamburger Modell nimmt ein systematisches Trainingsprogramm einen größeren Raum ein. Es soll zum verständlichen Schreiben im Sinne des Modells befähigen. Man kann es allein für sich durchführen (Dauer etwa 10 Stunden). Größeren Erfolg bringt es vermutlich in einem Seminar unter Anleitung. Es umfasst drei Schritte:
1. Schritt – die Merkmale der Verständlichkeit kennenlernen
Die vier Merkmale werden vorgestellt und durch  Beispiele erfahrbar gemacht. Geübt wird die Zuordnung von einzelnen Eigenschaften (z. B. „viele Nebensätze“) zu den komplexen Merkmalen („Einfachheit“).
2. Schritt – die Merkmale wahrnehmen
Der Trainingsteilnehmer beurteilt vorgegebene Texte zunächst nach einzelnen, dann nach allen vier Merkmalen der Verständlichkeit. Dabei benutzt er die oben beschriebenen Beurteilungen von +2 bis −2. Als Rückmeldung erhält er die Urteile von Verständlichkeitsexperten. Dieser Trainingsteil soll die Wahrnehmung verfeinern und den diagnostischen Blick für Stärken und Schwächen eines Textes schulen. Der Teilnehmer soll ein Gespür dafür bekommen, woran es liegt, dass ein Text mehr oder weniger verständlich ist.
3. Schritt – die Merkmale verwirklichen
Der Teilnehmer versucht, vorgegebene Texte zu verbessern – zunächst in einem, dann in allen Merkmalen. Die letzte Aufgabe besteht darin, Texte zu einem vorgegebenen Thema selbst zu verfassen. Als Rückmeldung gibt es Beispiellösungen, die von Verständlichkeitsexperten erstellt wurden.

### Lernen durch Erfolg
Charakteristisch für das Programm: Nach Ansicht der Autoren lernt man verständliches Schreiben am besten  durch Nachahmung von Vorbildern (Modelllernen) und Rückmeldungen (Lernen am Erfolg).
Es besteht nicht aus einer Vielzahl detaillierter Regeln, die man beachten soll – Regeln wie „vermeide substantivierte Verben“, „benutze keine doppelten Genitive“, „Vorsicht bei verneinenden Ausdrücken“ usw.

### Untersuchung des Erfolgs
Der Nutzen dieses Trainings wurde in drei Studien untersucht. Unter wissenschaftlicher Beobachtung wurden Lehrer, Schüler (9./10. Klasse) und Gewerkschafter trainiert. Dabei wurden Programme eingesetzt, die auf die jeweilige Zielgruppe zugeschnitten worden waren. Ohne Training brachten nur 20 Prozent der Teilnehmer leicht verständliche Texte zustande, nach dem Übungsprogramm waren es bis zu 70 Prozent. Die verbesserten Texte erhöhten auch die Leistungen der Leser: Die Schüler mit Texten von trainierten Verfassern erreichten 67 Prozent der möglichen Punktzahl des Lehrziels. Schüler mit Texten von untrainierten Verfassern erreichten dagegen nur 11 Prozent.

### Förderliche Haltungen
Die Hamburger Psychologen vertreten die Auffassung, dass das Training mehr Erfolg hat, wenn bei den Autoren bestimmte innere Haltungen vorliegen. dazu gehören:
Achtung-Wertschätzung-Rücksichtnahme
Der Schreiber achtet den Leser als Person, bemüht sich um eine persönliche Beziehung zum Leser, möchte dem Leser helfen, nimmt die Schwierigkeiten und Bedürfnisse des Lesers ernst.
Einfühlung und Verstehen der Gedanken und Gefühle
Der Autor ist bemüht, sich in die Situation des Lesers hineinzuversetzen, die Gedanken, Gefühle und Schwierigkeiten zu verstehen.
Aufrichtigkeit-Klärung eigener Gedanken – Selbstöffnung
Der Autor verzichtet auf professionelles Gehabe, ist persönlich, natürlich, zugewandt. Was er schreibt, entspricht dem, was er  denkt. Er versteckt persönliche Stellungnahmen nicht hinter angeblicher Sachlichkeit. Er zeigt sich, wo es angemessen ist, als Person.
Diese Haltungen sollen den Wunsch und das Bemühen stärken, sich leichtverständlich auszudrücken. Sie fördern die Zielgruppenorientierung und die Berücksichtigung von Lesererwartungen bei verschiedenen Textsorten. Selbstöffnung des Autors kann als zusätzliche Anregung das Lesen interessant machen sowie über das bloße Verstehen hinaus die gedankliche Auseinandersetzung mit dem Text fördern (natürlich nicht bei Gebrauchsanweisungen, Behördentexten usw., bei denen die Person des Autors ohne Bedeutung ist).
Eine Studie zum personzentrierten Schreiben ergab: Der überwiegende Teil der Leser (über 800 Erwachsene verschiedener Berufe, Schüler der 9. und 10. Realschulklasse und Lehrer) von  acht Texten in zwei Versionen bevorzugte insgesamt die deutlich personzentrierte Fassung beim direkten Vergleich. Diese Form führte häufig zu bedeutsam höheren Wissens- und Verständnisleistungen. Sie förderte besonders die gedankliche und gefühlsmäßige Auseinandersetzung des Lesers mit dem Text.

## Entstehung des Hamburger Modells
Im Rahmen seiner Unterrichtsforschung hatte Reinhard Tausch den Eindruck gewonnen, dass Schulbücher und sprachliche Äußerungen von Lehrern häufig nicht verständlich genug waren – nicht wegen der Schwierigkeit der Inhalte, sondern wegen der Art der Formulierung. Das gab 1969 den Anstoß zu einer Reihe von Forschungsarbeiten. Sie verfolgten ein ganz praktisches Ziel: Autoren und Lehrern wissenschaftlich begründete Hinweise zu geben, wie sie sich verständlicher ausdrücken und damit größere Lernerfolge bei Schülern erzielen können. In einem zweiten Schritt wurde das Modell dann an Texten für die allgemeine Bevölkerung geprüft – Texte, mit denen jeder Mensch im Laufe seines Lebens zu tun bekommt, z. B. Schreiben von Behörden, Gebrauchsanweisungen usw.

### Studien mit Merkmalslisten und Faktorenanalysen
Die ersten drei Studien bezogen insgesamt 162 verschiedene Texte zu acht Themen ein. 380 Beurteiler und knapp 1500 Schüler waren beteiligt. Die Studien liefen mit gewissen Variationen im Prinzip so ab:
Texte schreiben: Lehrer, angehende Lehrer (Studienreferendare), Psychologen oder Studenten (Pädagogik, Psychologie) erstellten Texte. Sie sollten für zehn- bis zwölfjährige Schüler geeignet sein. Die Themen waren vorgegeben. Beispiele: Anfertigen einer Zeichnung von geometrischen Figuren, Identifizieren von Straftatbeständen in kurzen Fallbeispielen, Durchführung einer Winkelhalbierung mit Zirkel und Lineal.
Merkmalspaare auflisten: Es wurden Listen von Merkmalspaaren zusammengestellt, die sich auf die Verständlichkeit von Texten beziehen. Beispiele: weitschweifig – aufs Wesentliche beschränkt, anschaulich – unanschaulich, für Schüler geläufige Wörter – ungeläufige Wörter. Es gab verschiedene Listen mit 12 bis 19 solcher Merkmalspaare. Die Auswahl berücksichtigte Anregungen aus der früheren Forschungsliteratur, teilweise auch Hinweise aus qualitativen Interviews mit der Zielgruppe, den Schülern.
Texte beurteilen: Alle Merkmalspaare wurden in Skalenform gebracht, z. B: so:
```
anschaulich	+ + +	+ + 	+	0	
-	- -	- - -
	 unanschaulich
```

Beurteilergruppen (Studenten) kreuzten für jeden Text einen Wert an. Aus diesen Werten wurde pro Text und Merkmal der Mittelwert der Beurteilergruppe gebildet.
Merkmale zusammenfassen: Bei den Beurteilungen zeigten sich bestimmte Muster: Manche Merkmale traten häufig gemeinsam auf. Beispiel: Wurden Texte als besonders „folgerichtig“ eingeschätzt, waren sie oft auch „stark gegliedert“ und „übersichtlich“. Mit einer besonderen statistischen Methode, der Faktorenanalyse, ließen sich vier solcher Muster von gemeinsam auftretenden Merkmalen aufspüren. Sie wurden „die vier Dimensionen der Verständlichkeit“ genannt.
Schüler testen: Schüler lasen die verschiedenen Texte und mussten danach Aufgaben lösen, die zeigen sollten, was sie von dem Text verstanden und behalten hatten.
Zusammenhänge prüfen: Ermitteln, wie die Leistungen der Schüler mit den Dimensionen der Verständlichkeit zusammenhängen.
Als Hauptergebnis dieser Studien halten die Autoren fest: Die Verständlichkeit von Informationstexten lässt sich durch die vier Dimensionen charakterisieren. Die Leistungen der Schüler sind besser, wenn die Texte in den vier Dimensionen günstigere Werte aufweisen.

### Studien mit konzeptorientiertem Rating
In diesen Studien gab es drei Neuerungen:
- Es werden Originaltexte aus verschiedenen Quellen mit verbesserten Versionen dieser Texte verglichen. Verbessert heißt: Textversionen, die dasselbe Informationsziel unter Berücksichtigung der vier Merkmale erreichen sollen.
- Es werden nicht nur Texte für Schüler, sondern überwiegend für Erwachsene untersucht.
- Die vier Merkmale wurden direkt eingeschätzt – ohne den Umweg über die Listen von Merkmalspaaren, Faktorenanalysen und das Rechnen mit Faktorwerten.

Zu dieser direkten Einschätzung einige Erläuterungen: Die Beurteiler (englischer Fachausdruck: Rater) erhielten die vier Merkmale in der oben beschriebenen Form vorgelegt. Damit sie die Verständlichkeitsmerkmale verlässlich und konzeptgemäß beurteilen konnten, mussten sie  zuvor eine gründliche Schulung durchlaufen. Es blieb also nicht ihrer Intuition überlassen, wie sie zu ihren Urteilen kamen, sondern sie wurden systematisch darin trainiert, das Konzept so zu verstehen und anzuwenden, wie seine Autoren es gemeint hatten. Sie lernten, die Texte in den vier Merkmalen trennscharf wahrzunehmen und ihre Eindrücke in Skalenwerten anzugeben. Das Training sieht im Großen und Ganzen so aus wie oben beschrieben, nur dass keine Texte verbessert wurden. Nach Abschluss des Trainings mussten die künftigen Rater eine Prüfung bestehen.
Derselbe Text wird immer von mehreren Ratern beurteilt, in den folgenden Studien sind es fünf bis zehn. Sie geben ihre Einschätzungen unabhängig voneinander ab, sozusagen in geheimer Wahl. Dabei wissen sie nicht, ob sie einen Originaltext oder eine verbesserte Fassung vor sich haben (Blindversuch). Keiner kennt die Urteile seiner Raterkollegen. Alle müssen sich unbeeinflusst von den anderen ganz auf die eigene Urteilskraft verlassen. Nur wenn ihre Urteile gut übereinstimmen (dafür gibt es bestimmte statistische Formeln), wird aus ihren Urteilen ein Mittelwert gebildet. Dieser gilt als beste verfügbare Schätzung für die „wahre“ Merkmalsausprägung. Die scheinbar so störende Subjektivität des Rating-Verfahrens lässt sich also durch ein solches Training der Rater in unschädlichen Grenzen halten, deren Einhaltung statistisch kontrolliert wird. Zwei der drei Hamburger Psychologen haben zu diesen Fragen ein eigenes Buch geschrieben. Sie nennen das Verfahren „konzeptorientiertes Rating“.
Die vier Studien folgten im Wesentlichen demselben Muster: Texte auswählen, nach den vier Merkmalen optimierte Textversionen herstellen, alle Texte von trainierten Ratern beurteilen lassen, die Texte Lesern vorgeben, den Lesern Aufgaben zu den Texten stellen und schließlich überprüfen, wie die vier Merkmale mit dem Wissen und Können der Leser zusammenhängen. Insgesamt wurden 28 Texte in je zwei Versionen untersucht, über 1100 Leser nahmen teil, davon knapp 600 Schüler der damaligen drei großen Schularten und gut 500 Erwachsene, die meisten davon Berufstätige. Die Texte umfassten einen bunten Strauß von Themen und Textsorten. Quellen waren u. a. Schulbücher, Gesetzbücher, Einträge aus Fachlexika, die Bundeszentrale für politische Bildung, Versicherungsbedingungen, Beratungsblatt für Lohnsteuerzahler, Kaufvertrag, wissenschaftliche Studien.
Die Hamburger Psychologen folgern aus den Ergebnissen: Das konzeptorientierte Rating funktioniert – die Texte ließen sich zuverlässig (Fachwort:  reliabel) und modellgetreu ( valide) durch trainierte Beurteiler einschätzen. Alle Originaltexte konnten im Sinne des Modells verbessert werden. Das hatte ganz überwiegend positive Auswirkungen auf das Verstehen und Behalten: Nach einer heute häufig angewandten Klassifizierung waren die Auswirkungen bei etwa der Hälfte der Texte „groß“, bei einem Viertel „klein“ oder „mittel“. Allerdings: Bei einem weiteren Viertel gab es keine Auswirkungen auf die Testleistungen. Die Autoren führen das darauf zurück, dass die Verbesserungen nicht groß genug ausfielen, z. B. weil die Originaltexte gar nicht so viele schwere Verständlichkeitsmängel aufwiesen. Deutlich war: Je größer die Textverbesserung, desto größer ist auch der Gewinn beim Verstehen und Behalten. Als Faustregel wird angeführt: Nimmt man die beiden wichtigsten Verständlichkeitsmacher – Einfachheit und Gliederung‐Ordnung – zusammen, zahlt sich das Textverbessern aus, wenn es gelingt, den Text über mindestens drei Skalenstufen anzuheben.
Leser mit höherer Intelligenz oder höherem Schulabschluss erzielten bei allen Textformen höhere Leistungen. Aber alle Gruppen profitierten im selben Ausmaß von Verbesserungen der Verständlichkeit. Volksschüler ( Hauptschüler) erzielten bei den verbesserten Texten dieselben Leistungen wie  Gymnasialschüler bei den Originalen. Texte lösen beim Leser auch emotionale Reaktionen aus. Hierin unterschieden sich Originale und Verbesserungen nicht so stark. Wenn es Unterschiede gab, dann zugunsten der verbesserten Texte.

## Rezeption
Das Konzept stößt auf ein geteiltes Echo. Vereinfacht ausgedrückt: Von Praktikern hoch gelobt, von Theoretikern stark kritisiert.

### Positive Bewertungen
Von Beratern und Seminarleitern wird das Hamburger Modell hoch geschätzt. Es habe sich in den letzten Jahrzehnten zu einem „Quasi-Standard“ entwickelt, der „konkurrenzlos“ dastehe. Als Gründe für den großen Erfolg in der praktischen Umsetzung werden genannt:
Das Modell funktioniert in der Praxis: Wer sich damit auseinandersetzt und das Trainingsprogramm absolviert, schreibt wahrscheinlich Texte, die von den Lesern  gut verstanden werden. Das zeigen die Forschungsergebnisse ebenso wie Erfahrungsberichte. Damit haben die Autoren sicherlich ihr Hauptziel erreicht.
Es verbindet Diagnose und Therapie auf einfache Weise: Die vier Beurteilungen zeigt unmittelbar, in welchem Merkmal Verbesserungen nötig wären.
Es verlangt keine linguistischen Vorkenntnisse:  Nicht einmal Kenntnisse der Schulgrammatik sind nötig. Ausdrücke, die in der populären Ratgeberliteratur häufig vorkommen –  Aktiv/Passiv, Subjekt und Prädikat, Nominalstil, Genitivattribut u. ä.–, muss man beim Hamburger Modell nicht kennen.
Es umfasst die wesentlichen Merkmale der Verständlichkeit: Auch andere Modelle kommen zu ähnlichen oder weitgehend identischen „Dimensionen“, z. B.  Groeben, Göpferich oder Lutz, wenn auch auf anderen Wegen oder verbunden mit verschiedenen Erweiterungen.
Es ist einfach, plausibel und differenzierend: Es ermöglicht eine differenzierende Sichtweise, die sich aber mit den vier Merkmalen nicht in zu viele Details verliert und damit impraktikabel und unökonomisch würde.
Es ist offen für erweiterte Differenzierungen und Analysen: Wenn angebracht, kann man in Seminaren etwa darüber diskutieren, wie  substantivierte Verben oder doppelte Verneinungen  das Merkmal Einfachheit beeinflussen, wie äußere Gliederung und innere Ordnung zusammenhängen, welchen Einfluss die Zielgruppe hat oder wie bei verschiedenen Textsorten anregende Zusätze aussehen könnten.

### Kritik
Insbesondere von kognitionswissenschaftlicher und linguistischer Seite ist das Hamburger Verständlichkeitskonzept deutlich kritisiert worden. Dabei wird nicht so sehr die praktische Verwertbarkeit angezweifelt, sondern vor allem die mangelnde Verbindung zu theoretischem Wissen bemängelt. Zu einem fruchtbaren Dialog zwischen den Konzeptentwicklern und ihren Kritikern ist es nicht gekommen. Die Hamburger Psychologen haben sich mit der Kritik nicht eingehend oder systematisch auseinandergesetzt. Die Kritiker andererseits beziehen sich überwiegend nur auf die ersten Auflagen des Buches und berücksichtigen nicht Ergänzungen der höheren Auflagen oder Erläuterungen, die in einzelnen Zeitschriftenartikeln erschienen sind. Eine ausgewogene Darstellung der am häufigsten genannten Kritikpunkte sowie einiger Gegenargumente findet sich bei Lutz. Daran orientiert sich der folgende Abschnitt.
Der Leser kommt nicht vor: Diese Kritik zielt darauf ab, dass das Vorwissen des Lesers, seine Lesekompetenz, seine Interessen im Hamburger Modell keine Rolle spielen. Spätestens mit den höheren Auflagen des Buches und mit dem Kapitel über personzentriertes Schreiben – von den Kritikern kaum noch rezipiert – trifft der Vorwurf nicht mehr zu. Der Schreiber wird dazu aufgefordert, sich in die gedankliche Welt des typischen angezielten Lesers hineinzuversetzen, sich vertraut zu machen mit der Art, wie der Rezipient spricht, welches Vorwissen er in der Regel mitbringt, was er wissen möchte, welche Erwartungen er an formale Aspekte des Textes hat. Schulz von Thun spricht hier von „kognitiver Empathie“, bezeichnet sie als Basis der Verständlichkeit. Zielgruppenorientierung, Berücksichtigung von Textsorten mit ihren Konventionen, Darstellung der Sachverhalte in angemessener Komplexität bzw. sinnvoller inhaltlicher Vereinfachung – das alles kann dadurch Beachtung finden.
Erkenntnisse aus (Text-)Linguistik und Terminologieforschung werden nicht berücksichtigt: Das trifft zu. Allerdings waren wesentliche Beiträge der Linguistik zur Entstehungszeit des Modells Anfang der siebziger Jahre noch kaum publiziert. 1979 schien noch nicht einmal klar zu sein, dass Verständlichkeit überhaupt ein Thema für die Linguistik ist. Bei Berücksichtigung heutiger linguistischer Erkenntnisse, z. B. über Kohäsion/Kohärenz von Texten, ließe sich manches präziser beschreiben, z. B. das Merkmal Gliederung-Ordnung.
Das Modell wird nicht theoretisch begründet: Die Hamburger Psychologen haben nur wenige theoretische Arbeiten anderer Forscher in ihrem Modell berücksichtigt, zum Beispiel Ausubels „advance organizer“. Wichtiger war ihnen eine andere Quelle: „Wir haben uns von einer sehr einfachen Theorie leiten lassen: Leserinnen und Leser wissen, was ihnen das Lesen, Verstehen und Behalten von Texten erleichtert bzw. erschwert. Dieses Wissen wollten wir erfassen, ordnen, mitteilbar und anwendbar machen.“ Das etwa zur selben Zeit entstandene und theoretisch hergeleitete Modell von  Groeben sieht dem Hamburger Modell allerdings sehr ähnlich.
Die Dimensionen (Merkmalsbündel) sind nicht exakt definiert/operationalisiert und nicht unabhängig voneinander: Die Kritiker bemängeln, dass die ursprünglichen 18 Gegensatzpaare, die einigen Faktorenanalysen zugrunde lagen,  ad hoc und relativ willkürlich zusammengetragen worden sind. Andere Paare hätten vielleicht andere Faktoren ergeben. Hier könnte man entgegenhalten, dass das endgültige Modell gar nicht mehr streng auf der Faktorenanalyse dieser Merkmalspaare beruhte. Diese diente nur noch als Konzeptbildungshilfe.  – Eine im herkömmlichen Sinne strenge Definition der Merkmale fehlt. Die Hamburger Autoren setzen darauf, dass die Bedeutung der Merkmale durch die vielen Beispieltexte hinreichend klar wird. – Inhaltliche Abhängigkeiten der Merkmale untereinander sind offensichtlich, z. B. zwischen Kürze-Prägnanz und Einfachheit sowie zusätzliche Anregungen: Einfache Texte sind etwas länger, mehr Anregungen führen ebenfalls zu längeren Texten. Statistisch ergaben sich Zusammenhänge zwischen Einfachheit und Gliederung/Ordnung. Schulz von Thun führt an, dass etwa jeweils 75 Prozent der Varianz unabhängig sind, so dass Einschätzungen in vier Merkmale gerechtfertigt bleiben.
Das Modell gibt keine konkreten Handlungsanweisungen zur Verbesserung von Texten: Die Konzeptentwickler haben darauf absichtlich verzichtet. Sie sind der Auffassung, dass solche Handlungsanweisungen sehr zahlreich sein müssten und dadurch an Praktikabilität verlören. Stattdessen vertrauen sie auf eine Fülle von vorbildhaften Modelltexten. Wie die Ergebnisse zum Trainingsprogramm zeigen, ist dieses Modelllernen tatsächlich wirksam.
Kritik am Rating-Verfahren: Kritisiert wird, dass Rating-Verfahren zu subjektiv seien und mehr über die Bewerter aussagen als über die beurteilten Objekte. Die Hamburger glauben dagegen, dass ihre Version des Ratings, das so genannte konzeptorientierte Rating, das Ausmaß an Subjektivität in akzeptablen und kontrollierten Grenzen hält.
Es wird nicht zwischen Verstehen und Behalten unterschieden: Verstehensmessung gilt generell als schwierig, da man Verstehen nicht direkt beobachten kann. Alle bisher verwendeten Methoden haben ihre Schwächen. Bei einem Teil der von den Hamburger Verständlichkeitsforschern verwendeten Methoden kann  man allein durch Gedächtnisleistungen gut abschneiden, auch wenn man vom Inhalt nicht viel verstanden hat. Die  verbesserten Textversionen erleichtern also vielleicht gar nicht das Verstehen, sondern sie lassen sich nur besser behalten. Wie weit das tatsächlich der Fall ist, lässt sich nicht entscheiden. Bei einem Teil der verwendeten Methoden – Anwendung der Information auf neue Beispiele, korrektes Ausfüllen eines Formulars, Lösung von mathematischen Aufgaben mit einer neu erlernten Methode – wäre bloßes Erinnern ohne Verstehen allerdings nicht ausreichend.
Das Modell berücksichtigt nicht die visuelle Gestaltung von Texten: In den Beispieltexten findet man abgesehen von Absätzen und Zwischenüberschriften keine Gestaltungselemente, die zur Verständlichkeit beitragen könnten. Beispiele für verständnisfördernde Grafiken, Veranschaulichungen, Kästen usw. kommen nicht vor. Ihre Rolle wurde auch in den Studien nicht untersucht. Diese Kritik gilt allerdings für die meisten psychologischen und linguistischen Modelle.